# Pivara Skopje
 (mai 2021).
Si vous disposez d'ouvrages ou d'articles de référence ou si vous connaissez des sites web de qualité traitant du thème abordé ici, merci de compléter l'article en donnant les références utiles à sa vérifiabilité et en les liant à la section « Notes et références ».
Pivara Skopje est une brasserie macédonienne qui a son siège social à Skopje. Elle est principalement connue pour brasser la Skopsko, l'une des bières les plus consommées en Macédoine du Nord.

## Historique
La brasserie a été créée en 1922, alors que la Macédoine du Vardar venait d'être annexée par la Serbie. Il n'y avait alors pas de brasserie dans les régions au sud de la ville de Jagodina, et celle de Skopje est installée en même temps qu'une autre à Niš. En 1991, l'entreprise ouvre son capital, en partie racheté par The Coca-Cola Company puis par Brewinvest en 1998.
Pivara Skopje produit sa bière historique, la Skopsko, depuis 1924, ainsi que la Gorsko depuis 2003. Elle fabrique aussi sous licence les bières Heineken et Amstel et les boissons gazeuses de The Coca-Cola Company.

## Les bières

### Skopsko
La Skopsko (en macédonien Скопско, soit « de Skopje ») est la bière historique de la brasserie et existe depuis 1924. C'est une lager pils blonde claire à l'amertume particulière, due au houblon. Elle possède le label Qualité Or de Monde Selection depuis 1978 et elle représente environ 20 % de la production annuelle de bière de la brasserie.

### Gorsko
La Gorsko (en macédonien Горско) existe depuis 2003. C'est une Pils. Son nom signifie « de la montagne ».

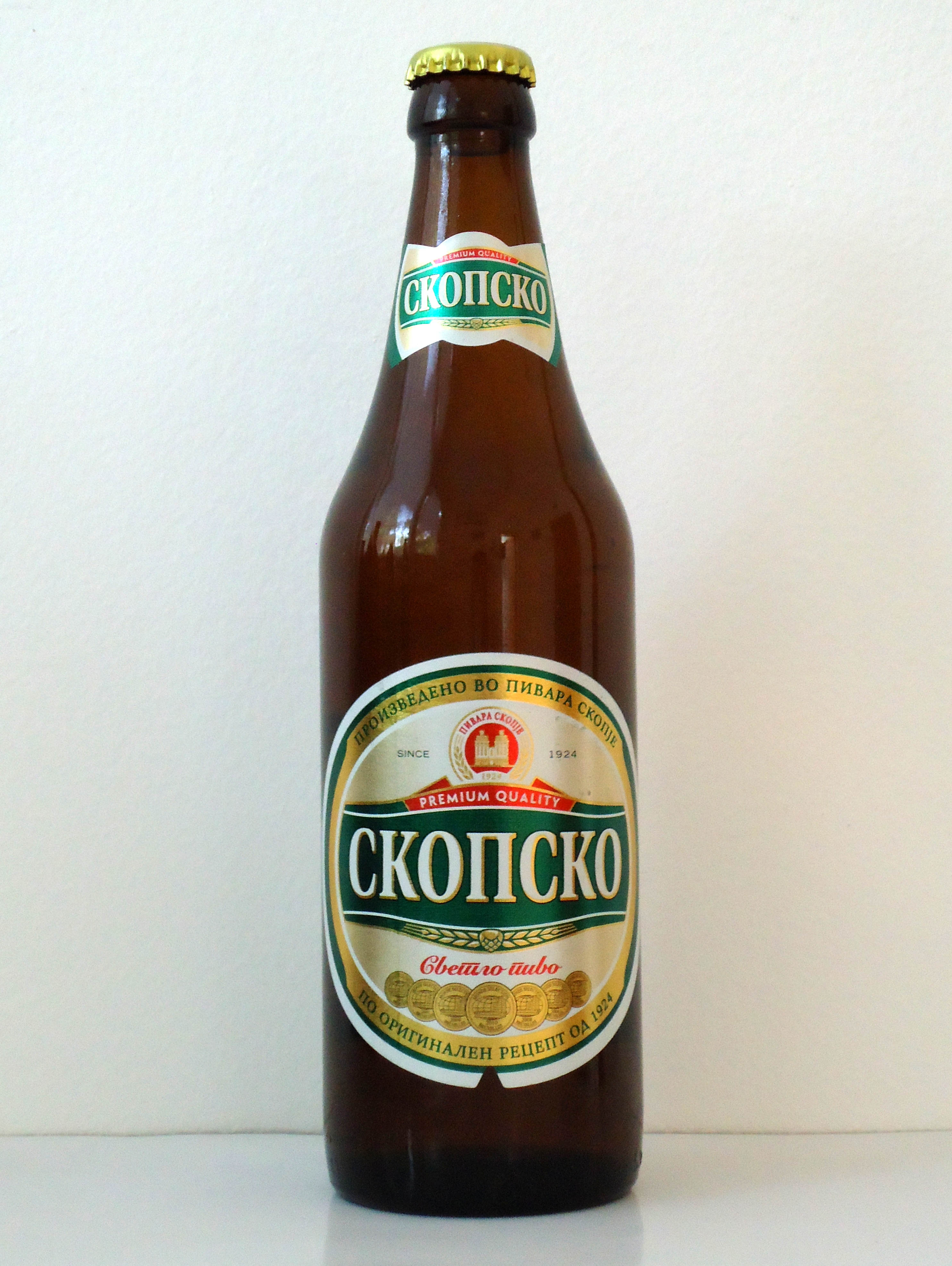
Une bouteille de Skopsko